# Линниченко, Иван Андреевич
Иван Андреевич Линниченко (12 октября 1857, Киев — 9 июня 1926, Симферополь) — русский историк, славист, археограф, педагог. Профессор (1895), член-корреспондент Петербургской (1913) и Краковской академий наук.

## Биография

### Первые годы
Иван Андреевич Линниченко родился в Киеве в семье историка литературы Андрея Ивановича Линниченко, директора Фундуклеевской женской гимназии и его жены Людмилы Ивановны, дочери профессора Киевской духовной Академии и Университета Святого Владимира Ивана Михайловича Скворцова. В 1875 году он окончил с серебряной медалью 1-ю Киевскую гимназию и поступил в Университет Святого Владимира на историко-филологический факультет.

### Научная и преподавательская деятельность
После окончания университета был оставлен стипендиатом для приготовления к профессорскому званию по кафедре русской истории. В 1884 году защитил в Петербургском университете магистерскую диссертацию на тему «Взаимные отношения Руси и Польши» и в том же году стал приват-доцентом Новороссийского университета (ныне — Одесский национальный университет имени И. И. Мечникова) в Одессе. В 1888 году стал приват-доцентом Московского университета. С 1893 года являлся действительным членом Московского археологического общества.
В 1894 году защитил докторскую диссертацию на тему «Черты из истории сословий в Юго-Западной Галицкой (Руси) XIV—XV вв.» в Университете Святого Владимира в Киеве. Львовское «Общество им. Шевченко» перевело эту работу на украинский язык, несмотря на то, что отношение Линниченко к украинскому партикуляризму уже тогда было откровенно холодным.
В 1895 году получил место экстраординарного, а с 1898 года — ординарного профессора Новороссийского университета. В 1913 году избран членом-корреспондентом Петербургской академии наук, а в 1901 году — Краковской академии наук. Принимал участие в международных конгрессах и съездах историков в Риме (1903, 1912), Афинах (1905) Берлине (1908), Каире (1910), Буэнос-Айресе (1910), Женеве (1912), Лондоне (1913).
С 1903 года по 1910 год возглавлял Одесское Славянское благотворительное общество имени Кирилла и Мефодия. С 1910 года по 1912 год возглавлял Одесское библиографическое общество и был главным редактором его «Известий». С 1906 года по 1917 год преподавал славянскую историю на Одесских высших курсах.

### В годы революции и Гражданской войны
В годы Гражданской войны И. А. Линниченко преподавал в Новороссийском университете до тех пор, пока не был уволен оттуда в апреле 1919 года после захвата Одессы большевиками. После отвоевания города частями ВСЮР Линниченко был приглашён для работы в Особом совещании, в частности был назначен председателем «Подготовительной по национальным делам комиссии».

### Последние годы жизни
До самой своей смерти Иван Андреевич Линниченко прожил в Крыму, работая в Таврическом университете. Он пережил красный террор, развёрнутый большевиками в Крыму осенью 1920 года. Последние годы своей жизни провёл в крайней бедности, почти нищете. Несмотря на это, Линниченко продолжал работать. Его друг, крымский историк Арсений Маркевич писал летом 1920 года в письме к А. В. Орешникову, что Линниченко «порядочно одряхлел, но еще поплёвывает, хотя и не печатается за невозможностью что либо печатать». Резкое неприятие новой власти в свои последние годы Линниченко выразил в дневниковых заметках, таких как «День русского профессора».

## Научный вклад
Результатом его работы были многочисленные исторические, историографические и краеведческие очерки на актуальные проблемы украинской истории и историографии («Современное состояние вопроса об обстоятельствах крещения Руси», «Критический обзор современной литературы по истории Галицкой Руси», «Архивы в Галиции», «Новые материалы для биографии Гоголя», «Общественная роль армян в прошлом Юго-Западной Руси» и др.). Прекрасно знавший Новороссию и Тавриду, Линниченко внёс ощутимый вклад в развитие крымоведения, кроме того, продолжая дело отца, написал ряд работ по истории литературы («Новые материалы для биографии Гоголя», «Gogoliana», «Письма Тургенева к Минницкому» и др.).

## Взгляды на украинский вопрос
Занимаясь различными проблемами истории Украины, Линниченко не скрывал того, что рассматривал её как составную часть русской истории, отражая это уже в названиях своих работ. Однако он избегал активно вмешиваться в полемику «сознательных украинцев» и «общерусов» вплоть до Февральской революции и последовавшего за ней всплеска украинского национального движения.
Линниченко исходил из концепции единства российской и украинской истории (как «русской»), а также культуры. Украинский («малорусский») язык он не отрицал, но рассматривал его как областной язык в едином государстве, подобный провансальскому языку во Франции. Кроме того, он был убеждён в германском происхождении украинского национального движения. Весной 1917 года он написал полемическую работу под названием «Малорусский вопрос и автономия Малороссии. Открытое письмо к профессору Грушевскому». Во введении Линниченко отмечал «Я пишу sine studio надеясь на такой же ответ несогласных со мной». Работа представляла собой критический разбор основных положений концепции истории Украины, выдвинутых Михаилом Грушевским, попутно затрагивая связанные с ней идейные установки «украинской партии». Прежде всего, в работе была подвергнута последовательной критике теория Михаила Грушевского об изначально различных исторических путях Украины и Великороссии, равно как и само изучение истории Украины, отдельно от истории государств, в состав которых она входила, прежде всего, Российской империи.
«Для г. Грушевского, как для наших старых славянофилов государство само по себе, народ — сам по себе — старая наивная точка зрения, по которой правительство смешивалось с государством»
В отношении лозунга автономии Украины Линниченко оговаривался, что хотя не против автономии как таковой, но считает поспешное провозглашение её в сложный исторический момент, переживаемый Российским государством, нецелесообразным и вредным для всех его частей, включая Украину. Михаил Грушевский не ответил своему оппоненту, даже несмотря на то, что был с ним знаком лично. Уже в годы Гражданской войны Иван Андреевич Линниченко написал памфлет «Малорусская культура». В этой работе, стиль которой был гораздо более публицистичным и резким, чем в прошлой работе историка на эту же тему, Линниченко обвинял идеологов украинского национального движения в культе провинциализма и вместе с тем, в пренебрежении «всем культурно-ценным, созданным малороссами… если на нём не стоит ярлык Made in Ukraine».
В советские годы Линниченко считался «великодержавным шовинистом».

## Труды

### История и историография
- Взаимные отношения Руси и Польши — 1884
- Черты из истории сословий Юго-Западной Руси — 1894
- Белинский в борьбе славянофилов с западниками — 1898
- Жизненная драма Пушкина — 1899
- М. П. Погодин — 1900
- Владимир Бонифатьевич Антонович (1830—1908) — 1910
- Н. И. Костомаров — 1910
- Грамоты галицкого князя Льва и значение подложных документов как исторический источников — 1904
- Александр Александрович Кочубинский. 1845—1907. — 1916
- Курганомания — 1889
- А. И. Маркевич: биографические воспоминания и список трудов. — 1904
- Общественная роль армян в прошлом Юго-Западной Руси — 1895
- Критический обзор новейшей литературы по истории Галицкой Руси — 1901
- Малорусский вопрос и автономия Малороссии. Открытое письмо профессору Грушевскому] — 1917.
- Труды подготовительной по национальным делам комиссии. Малорусский отдел. Выпуск I. Сборник статей по малорусскому вопросу. Одесса, 1919. Отдельным изданием — Одесса, 1919.

### Литературоведение
- Новые материалы к биографии Гоголя — 1896
- Gogoliana — 1908
- Душевная драма Гоголя — 1902.
- Младший из старших славянофилов: памяти А. Н. Аксакова — 1911.
- Письма Тургенева к Минницкому — 1909.
- Источник одного из рассказов Л. Н. Толстого — 1912
- Альфред де Мюссе — 1902

### Публицистика
- Открытое письмо к студенчеству — 1917
- Малорусская культура — 1919
- День русского профессора (брюзжание контрреволюционного профессора) — 1922, не издана.